# پسرها و دخترها (اداره)
«پسرها و دخترها» (به انگلیسی: Boys and Girls) پانزدهمین قسمت از فصل دوم مجموعۀ تلویزیونی کمدی آمریکایی اداره و به طور کلی قسمت بیست و یکم این سریال است. این قسمت توسط بی جی نواک نوشته و توسط دنی گوردن کارگردانی و اولین بار در ۲ فوریه ۲۰۰۶ از ان‌بی‌سی پخش شد. بازیگران مهمان این قسمت ملورا هاردین در نقش جن لوینسون، کریگ رابینسون در نقش دریل فیلبین و پاتریس اونیل در نقش لونی بازی می‌کنند.
این سریال زندگی روزمرۀ کارمندان شعبۀ شرکت تخیلی کاغذ داندر میفلین در اسکرانتون، پنسیلوانیا را به تصویر می‌کشد. در این قسمت، مایکل اسکات (استیو کرل) وقتی اجازه ندارد به سمینار «زنان در محل کار» که جن در حال اجرای آن است حضور پیدا کند، ناامید می‌شود، بنابراین خودسر سمینار «مردان در محل کار» را در انبار برگزار می‌کند. جایی که صحبت از اتحادیه انبار به میان می‌آید. در همین حال، پم بیزلی (جینا فیشر) طراحی گرافیک را (برای تحصیل) بررسی می‌کند.
ایدۀ این قسمت از آنجایی نشأت گرفت که آنجلا کینزی و فیشر، اعضای گروه بازیگران، زمان‌هایی را با هم در هنگام فیلمبرداری می‌گذراندند. در طول فیلمبرداری، کارل و کارگران انبار در یک لوکیشن و فیشر و زنان دفتر در لوکیشن دیگری فیلمبرداری شدند. این قسمت توسط ۹٫۲۱ میلیون بیننده مشاهده شد. «پسرها و دخترها» نقدهای مثبت زیادی از منتقدان دریافت کرد.